# ناوچه تیپ ۲۱
ناوچه تیپ ۲۱ (به انگلیسی: Type 21 frigate) یک کشتی است که طول آن ۳۶۰ فوت (۱۱۰ متر) می‌باشد.